# Nazionale femminile di hockey su prato dell'Azerbaigian
La nazionale di hockey su prato femminile dell'Azerbaigian è la squadra femminile di hockey su prato rappresentativa dell'Azerbaigian ed è posta sotto la giurisdizione della Azerbaijan Field Hockey Federation.

## Partecipazioni

### Mondiali
- 2006 – non partecipa

### Olimpiadi
- 2004-2008 – non partecipa

### Champions Trophy
- 2003-2009 – non partecipa

### EuroHockey Nations Championship
- 2003 – 9º posto
- 2005 – non partecipa
- 2007 – 5º posto